# Głowa Kasandry
Głowa Kasandry – utwór postapokaliptyczny autorstwa polskiego pisarza Marka Baranieckiego, opublikowany po raz pierwszy w zbiorze Głowa Kasandry, wydanym przez Krajową Agencję Wydawniczą w 1985 w serii Fantazja–Przygoda–Rozrywka. W 1985 utwór otrzymał Nagrodę im. Janusza A. Zajdla dla najlepszej polskiej powieści.

## Fabuła
Akcja rozgrywa się po wojnie atomowej, która totalnie zniszczyła Ziemię. Ocalały tylko niedobitki ludzkości. Wśród nich główny bohater, Teodor Hornic, człowiek, który zajmuje się unieszkodliwianiem pozostałych bez opieki, ciągle groźnych głowic jądrowych. Hornic szuka przede wszystkim Głowy Kasandry, mitycznej głowicy, która mogłaby zniszczyć resztę życia na Ziemi.

## Odbiór i analiza
Utwór ze względu na swoją niestandardową długość jest klasyfikowany różnie: jako nowela, opowiadanie, powieść, zdarzają się także klasyfikacje inne (np. „mikropowieść”). Ukazał się kilkukrotnie w różnych wydaniach zbiorczych, zawierających poza Głową Kasandry także inne utwory Baranieckiego. W 1985 utwór otrzymał Nagrodę im. Janusza A. Zajdla dla najlepszej polskiej powieści.
Andrzej Niewiadowski i Antoni Smuszkiewicz wymieniają nowelę, wraz z innymi napisanymi przez Baranieckiego, jako utwory „perfekcyjnie wykonane, zwarte, sensacyjne, trzymające w napięciu”. Smuszkiewicz dodatkowo ocenia, że utwór przedstawia „rzadko spotykaną w polskiej literaturze wizję świata po kataklizmie atomowym”, nawiązując m.in. do Miasta światłości Mieczysława Smolarskiego czy Poczwarek Johna Wyndhama. Adam Mazurkiewicz pisze, że w tekście „brak jest (...) lingwistycznych konsekwencji mieszania różnych nacji”.

## Adaptacje
W 2007 reżyser Paweł Czarzasty rozpoczął pracę nad adaptacją powieści na potrzeby filmu. W 2013 projekt rozważay był w kategoriach animacji. Nad projektem dalej pracował w 2017 roku.
W 2025 roku zapowiedziania została ekranizacja "Głowy Kasandry" w reżyserii Daniela Markowicza z Dawidem Ogrodnikiem w roli Teodora Hornica.